# Ghāzdeh
Ghāzdeh (persiska: غازده, Qāẕdeh) är en ort i Iran.   Den ligger i provinsen Gilan, i den nordvästra delen av landet, 260 km nordväst om huvudstaden Teheran. Antalet invånare är 242.
Terrängen runt Ghāzdeh är mycket platt. Runt Ghāzdeh är det tätbefolkat, med 493 invånare per kvadratkilometer. Närmaste större samhälle är Bandar-e Anzalī, 14,3 km nordost om Ghāzdeh. I omgivningarna runt Ghāzdeh växer i huvudsak blandskog.